# Trinaest kolonija
Trinaest kolonija (engleski: Thirteen Colonies) je naziv za grupu britanskih kolonija na istočnoj obali Sjeverne Amerike, osnovanih tijekom 17. i 18. stoljeća, koje su proglasile neovisnost od Kraljevstva Velike Britanije 1776. godine i u američkoj Deklaraciji o neovisnosti formirale Sjedinjene Američke Države.
Ostali britanski posjedi u Sjevernoj Americi, poput francuske kolonije Québec i kolonije Nova Škotska kao i Otok Princa Edwarda, ostali su vjerni Britanskoj monarhiji te bijahu kasnije ujedinjeni u Kanadu. Kolonije Istočne i zapadne Floride - ranije španjolske, a u to vrijeme vlasništvu Britanaca - također su ostale odane britanskoj kruni. 
Povjesničari svrstavaju tih 13 kolonija u tri skupine: 
- Kolonije Nove Engleske 
  1. Provincija New Hampshire, kasnije New Hampshire
  2. Provincija Massachusetts Bay, kasnije Massachusetts i Maine
  3. Kolonija Rhode Island and Providence Plantations, koja će kasnije postati Rhode Island
  4. Kolonija Connecticut i New Haven, kasnije Connecticut
- Srednje kolonije 
  1. Provincija New York, kasnije New York i Vermont
  2. Provincija New Jersey, kasnije New Jersey
  3. Provincija Pennsylvania, kasnije Pennsylvania
  4. Kolonija Delaware, kasnije Delaware
- Južne kolonije 
  1. Provincija Maryland, kasnije Maryland
  2. Kolonija Virginia, kasnije Virginia i Zapadna Virginia
  3. Provincija Sjeverna Karolina, kasnije Sjeverna Karolina
  4. Provincija Južna Karolina, kasnije Južna Karolina
  5. Provincija Georgia, kasnije Georgia